# 明末清初五大师
明末清初五大师是指明末清初的五大学者，他们分别是：黄宗羲、顾炎武、方以智、王夫之、朱之瑜（朱舜水）。
五位学者均参加过明朝末年的抗清戰爭，失败后均致力于学术。其中黄宗羲、顾炎武和王夫之并称“明末清初三大思想家”，隐居不仕，得以终老。方以智由于秘密策划反清活动，而卷入粤案中，被清政府抓获后不屈投水自尽。朱舜水抗清失败后，东渡日本，其学远播东瀛，终客死他乡。